# Pomnik Grażyny i Litawora w Krakowie
Artykuł ten został zgłoszony do umieszczenia na stronie głównej w rubryce „Czy wiesz”.
Pomóż nam go sprawdzić: oceń zgłoszoną nominację.
Pomnik Grażyny i Litawora, pomnik Grażyny – pomnik przedstawiający postacie Grażyny i Litawora z poematu Adama Mickiewicza Grażyna, usytuowany w południowo-zachodniej części Plant w Krakowie, w Dzielnicy I Stare Miasto, w pobliżu ulicy Poselskiej.

## Historia
Pomnik, który poświęcono bohaterom poematu Adama Mickiewicza Grażyna, ufundował Henryk Jordan, a wykonał Alfred Daun. Umieszczono go na małym wzniesieniu na Plantach, w obrębie Ogrodu Wawel, w bliskim sąsiedztwie ulicy Poselskiej. Odsłonięcie nastąpiło 7 lipca 1886 roku. Mieszkańcy Krakowa traktowali monument jako formę uczczenia pamięci Mickiewicza, nim w 1898 roku nie odsłonięto jego pomnika na Rynku Głównym.
W 1928 roku z inicjatywy Muzeum Przemysłu nastąpiła wymiana cokołu, który został ponownie odkuty. Pomnik restaurowano w latach 1959–1960, 1987 (B. Lambor) i 2004, jak również naprawiano w roku 2014. 
Znany jest pod nazwami „pomnik Grażyny i Litawora” lub „pomnik Grażyny”.

## Opis
Pomnik przedstawia lekko pochyloną Grażynę w momencie, gdy zabiera hełm, tarczę i miecz Litawora, podczas gdy ten półleżąc, pogrążony jest we śnie. Grupę rzeźbiarską wykonano z wapienia pińczowskiego. Ustawiono ją na czworobocznym cokole z piaskowca, zdobionym płaskorzeźbą „renesansowego” panoplium z hełmem oraz mieczem skrzyżowanym z kądzielą. Pod nim umieszczono napis GRAŻYNA.
Pomnik, którego grupa rzeźbiarska określana jest jako pełna wyrazu, dobrze komponuje się z otoczeniem, a za dobrą oprawę dla niego uznaje się rosnące wokół drzewa, buki w odmianie zwisłej.